# Tungawan
Tungawan est une localité de la province du Zamboanga Sibugay, aux Philippines. En 2015, elle compte 42 030 habitants.